# Zoretići
Zoretići – wieś w Chorwacji, w żupanii primorsko-gorskiej, w gminie Jelenje. W 2011 roku liczyła 92 mieszkańców.